# Nannosquilla anomala
Nannosquilla anomala är en kräftdjursart som beskrevs av Manning 1967. Nannosquilla anomala ingår i släktet Nannosquilla och familjen Nannosquillidae. Inga underarter finns listade i Catalogue of Life.